# 931
931 (CMXXXI) je bilo navadno leto, ki se je po julijanskem koledarju začelo na soboto.

## Dogodki
- 1. januar

## Rojstva
- Boris II. Bolgarski († 977)